# 萬人山
萬人山，位於台灣花蓮縣富里鄉新興村與萬寧村交界處，峰頂海拔886公尺，於2006年入選新版台灣小百岳。該山為秀姑巒溪支流阿眉溪、馬加祿溪的分水嶺，山頂立有二等三角點1202號。視野良好，可眺望花東縱谷，最遠可達玉里鎮街區。
萬人山西南方約2公里處為六十石山金針園區。